# Ермандад-де-Кампоо-де-Сусо
Ермандад-де-Кампоо-де-Сусо (ісп. Hermandad de Campoo de Suso) — муніципалітет в Іспанії, у складі автономної спільноти Кантабрія. Населення — 1855 осіб (2009).
Муніципалітет розташований на відстані близько 290 км на північ від Мадрида, 60 км на південний захід від Сантандера.
На території муніципалітету розташовані такі населені пункти: Абіада, Аргуесо, Барріо, Каміно, Селада-де-лос-Кальдеронес, Ентрамбасагуас, Еспінілья (адміністративний центр), Фонтібре, Ос-де-Абіада, Ісара, Ла-Ломба, Масандреро, Ла-Мінья, Наведа, Ормас, Паракуельєс, Побласьйон-де-Сусо, Проаньйо, Сальсес, Ла-Серна, Сото, Суано, Вільякантід, Вільяр.

## Демографія
Динаміка населення (INE ):

## Галерея зображень

Розташування муніципалітету
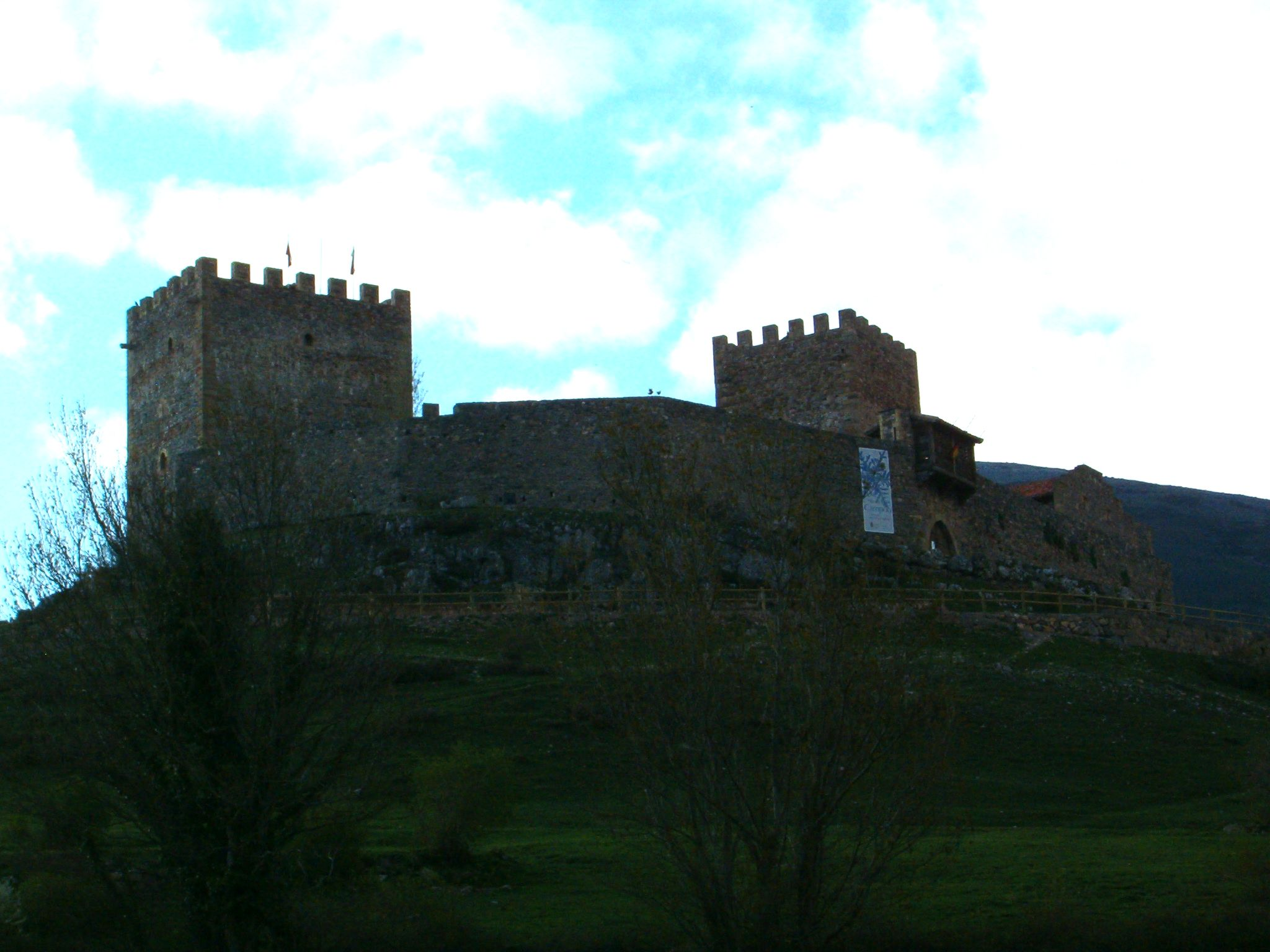
Замок Аргуесо (Аргуесо, Кантабрія)